# Solanum leucocarpon
Solanum leucocarpon är en potatisväxtart som beskrevs av Michel Félix Dunal. Solanum leucocarpon ingår i släktet skattor som ingår i familjen potatisväxter. Inga underarter finns listade i Catalogue of Life.